# George Kelly (Schriftsteller)

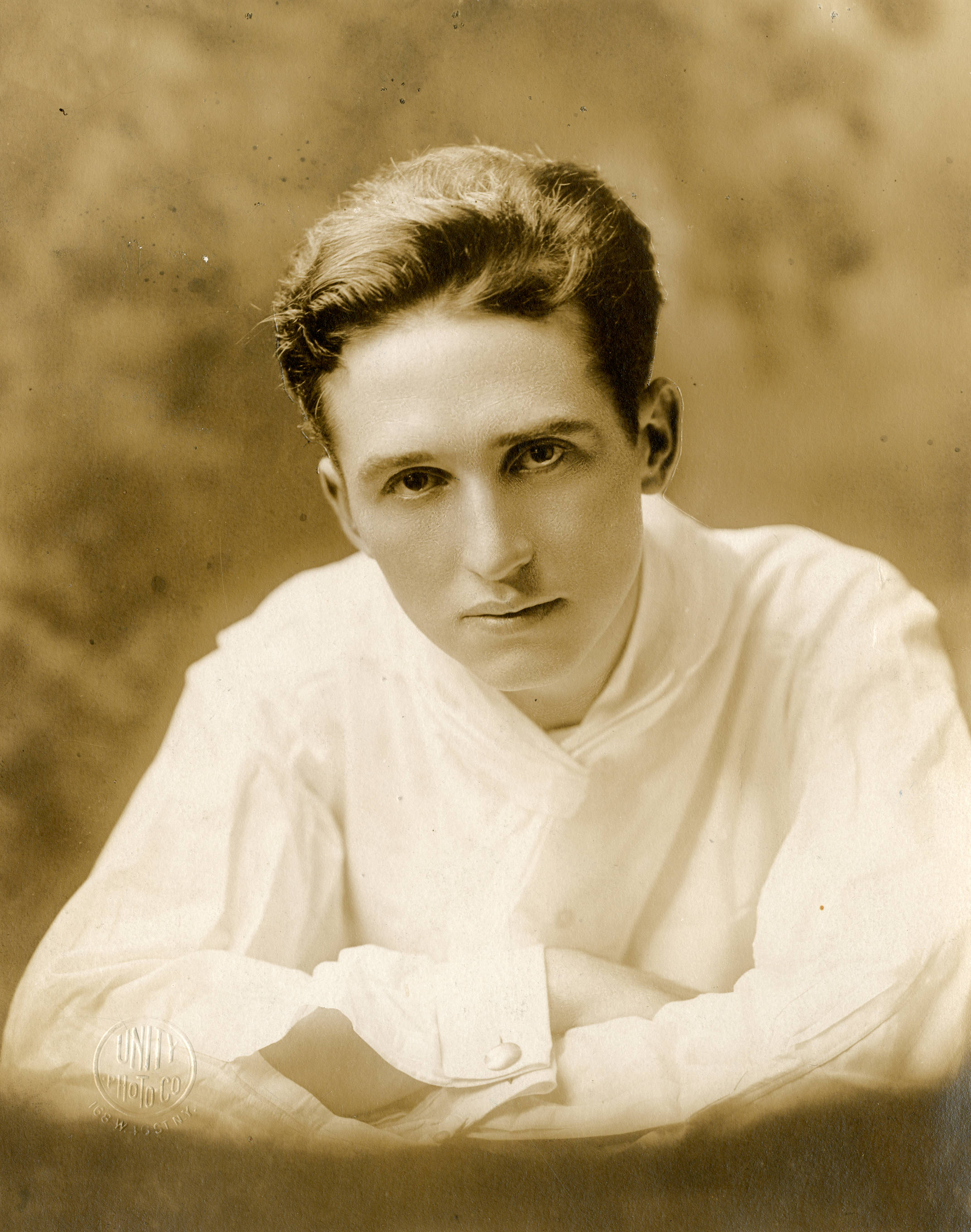
George Kelly (1913)

George Edward Kelly (* 16. Januar 1887 in Philadelphia; † 18. Juni 1974 in Bryn Mawr, Pennsylvania) war ein US-amerikanischer Dramatiker, der 1926 für sein Theaterstück Craig’s Wife den Pulitzer-Preis für Theater erhielt.

## Biografie
George Kelly war drittjüngste von zehn Kindern einer wohlhabenden Einwandererfamilie aus Irland auf und besuchte gute Privatschulen. Er war der jüngere Bruder des Vaudeville-Schauspielers Walter Kelly sowie der ältere Bruder des Olympiasiegers im Rudern und Unternehmers John B. Kelly senior. Durch letzteren Bruder war er Onkel von Grace Kelly, der späteren Fürstin Gracia Patricia von Monaco. Wie sein Bruder Walter versuchte sich George Kelly einige Jahre als Theaterschauspieler, wandte sich dann aber dem Schreiben von Sketchen und schließlich von Bühnenkomödien zu.
In den 1920er Jahren verfasste er mehrere erfolgreiche satirische Bühnenwerke wie The Torchbearers (1922) und The Show-Off (1924), die am Broadway zu Publikumserfolgen wurden. Eines seiner erfolgreichsten Werke war Craig’s Wife (1925), für das er 1926 den Pulitzer-Preis für Theater erhielt und das im Laufe der Jahrzehnte dreimal verfilmt wurde. In den folgenden Jahren erschienen Daisy Mayme (1926), Behold, the Bridegroom (1927), The Flattering Word (1929), Maggie the Magnificent (1929), Philip Goes Forth (1931), Reflected Glory (1936) und The Deep Mrs. Sykes (1945). Mit der Zeit wurde Kellys satirischer Humor schärfer und bitterer, seine Stücke waren nicht mehr so erfolgreich wie in den 1920er-Jahren. Sein letztes neues Stück, das am Broadway seine Premiere feiern konnte, war The Fatal Weakness im Jahr 1947. In den 1950er-Jahren schrieb er auch für Fernsehspiele im amerikanischen Fernsehen.
Kelly war homosexuell und über fünf Jahrzehnte bis zu seinem Tod mit dem Buchhalter William Weagley in einer Beziehung, den er in der Öffentlichkeit meist als Diener oder Assistenten präsentierte.

## Verfilmungen seiner Werke (Auswahl)
- 1926: The Show-Off – Regie: Malcolm St. Clair, mit Ford Sterling und Claire McDowell
- 1928: Craig’s Wife – Regie: William C. de Mille, mit Irene Rich und Warner Baxter
- 1930: Men Are Like That – Regie: Frank Tuttle, mit Hal Skelly und Clara Blandick (basierend auf The Show-Off)
- 1934: The Show-Off – Regie: Charles Reisner, mit Spencer Tracy und Madge Evans
- 1935: Doubting Thomas – Regie: David Butler, mit Will Rogers und Billie Burke (basierend auf The Torchbearers)
- 1936: Old Hutch – Regie: J. Walter Ruben, mit Wallace Beery und Eric Linden (als Drehbuchautor beschäftigt)
- 1936: Craig’s Wife – Regie: Dorothy Arzner, mit Rosalind Russell, John Boles und Billie Burke
- 1939: Too Busy to Work – Regie: Otto Brower, mit Jed Prouty und Spring Byington (basierend auf The Torchbearers)
- 1946: The Show-Off – Regie: Harry Beaumont, mit Red Skelton, Marilyn Maxwell und Marjorie Main
- 1950: Die Lügnerin (Harriet Craig) – Regie: Vincent Sherman, mit Joan Crawford und Wendell Corey (basierend auf Craig’s Wife)
- 1976: The Fatal Weakness (Fernsehfilm) – Regie: Norman Lloyd, mit Gretchen Corbett, Dennis Dugan und Eva Marie Saint